# Куяда (группа населённых пунктов)
Куяда (авар. КIуяда) или Куядинские хутора — селение (так называемый джамаат), общее название группы небольших населённых пунктов в Гунибском районе Дагестана. Простирается на территории между двумя крупнейшими горами Дагестана — Седло-горой (авар. Тлилимеэр), с одной стороны, и горой Гуниб, с другой, соединяющихся между собой цепью небольших гор.
Куяда имеет необычное для Дагестана расселение: состоит из около 40—70 хуторов или сёл, каждого со своим названием.

## Этимология и история
Топоним Куяда является объединяющим наименованием этих небольших населенных пунктов и переводится с аварского языка «в дыму». По народному преданию, село славилось опытными кузнецами, поэтому над селом постоянно стоял дым, чем и объясняется происхождение названия села.
Согласно преданиям, куядинцы когда-то жили компактно, образуя Куядинское вольное общество, не подчинявшее Хунзахскому ханству. В дальнейшем село, которое некогда образовывало единую общину, распалось на множество хуторов. Однако, не существует достоверных сведений, засвидетельствованных письменными памятниками.
Археологический и этнографический материал показывает, что хутора имеют более древнее происхождение, чем нынешние более крупные поселения. Почти в каждом хуторе и селении есть раннесредневековые могильники (Балануб, Сех, Тлогоб, Урада и др.). Наоборот, крупные аварские поселения из кварталов-авалов часто образовались из слияния небольших хуторов. В некоторых случаях даже удалось определить, что население отдельных кварталов состояло из выходцев того или иного заброшенного хутора (Гочоб, Карата, Хуштада, Чох и др.).
Какое-то время общество находилось в зависимости от аварских ханов: по требованию за некоторое вознаграждение было обязано присылать вооружённых людей. В Кавказскую войну подчинялось Шамилю. В 1860 году Куяда вошла в Гунибский округ Дагестанской области (Куядинский участок).
Собирательным названием куядинцев является слово «ккуял» (так называют себя жители села), или «кIуял» (на литературном аварском языке). Внутри села существует еще одно условное деление: гъванал (куядинцы, живущие на стороне горы Гуниб) и бакъулал (так называются жители хуторов, находящихся под Седло-горой; на солнечной стороне; от авар. бакъ «солнце»).
В прошлом Куяда — центр металлообработки. Также была развита резьба по дереву, применялся геометрический орнамент. В XX веке на хуторах работал мастер резьбы по камню Мухудин, его надмогильные памятники из мягкого серого песчаника полностью покрыты узорами, украшены скульптурным рельефом, горельефом и даже круглой скульптурой. Из гагата, разновидности каменного угля, делали бусы, мундштуки, газыри.
Приблизительно в середине территории Куядинского общества находятся руины поселения с названием «росо» — «селение». В отличие от большинства населенных пунктов общества, которые доступны со всех сторон, оно расположено на труднодоступном скальном мысе, пройти к которому можно только по узкому перешейку. В центре росо когда-то находилась башня и мечеть 16 x 10 метров. В начале XX века мечеть уже не работала, была без перекрытия. По опросу местных жителей в 1960-х годах, в прошлом росо играло роль общественного центра Куяды. Согласно «Сборнику статистических сведений о Кавказе» 1869 года, кадий, сельское управление и главная мечеть, где по пятницам собирались жители со всех хуторов, располагались в росо.

## Население
В 1869 году в обществе Куяда Куядинского наибства жило 1339 человек, было 403 двора.
В 1886 году насчитывалось 2192 человека. Тогда в Куяде стояло 537 домов, селение относилось к Куядинскому наибству Гунибского округа.

## Особенности языка
Язык местного населения имеет существенные отличия от литературного аварского. На фонетическом уровне есть, например, такие особенности, как отсутствие в данном говоре придыхательного звука «ХЪ», который наличествует в литературном аварском языке, вместо него произносится заднеязычный звук «Х».
Несмотря на многочисленность хуторов, в Куяде используется один говор — куядинский. В речи представителей разных хуторов можно отметить лишь незначительные фонетические расхождения, но не обнаруживаются грамматические и лексические различия. Эти расхождения касаются произношения отдельных звуков, расстановки ударения в некоторых словах, а также темпа речи носителей языка. Например, для авар. бакъулал «бакулал» (жители западных хуторов с. Куяда, расположенных на стороне Седлогоры) характерен быстрый темп речи, а речь авар. гъванал — «гванал» (жители восточных хуторов этого же села, расположенных на стороне горы Гуниб), напротив, характеризуется некоторой замедленностью, растяжением звуков, вставкой дополнительных звуков — эпентезой.
Куядинский говор относят к андаальскому диалекту аварского. Филолог Ш. И. Микаилов считал, что куядинский говор не входит в какой-либо диалект.